# آنکه فون سک
آنکه فون سک (انگلیسی: Anke von Seck؛ زادهٔ ۱۰ سپتامبر ۱۹۶۶) قایقران کانو اهل آلمان بود.